# Занарочь
Занарочь (бел. Занарач) — агрогородок в Мядельском районе Минской области Беларуси. Административный центр Занарочского сельсовета. Население 592 человека (2009).

## География
Занарочь находится на южном берегу озера Нарочь в 14 км к юго-западу от центра города Мядель. Рядом с селом расположена база отдыха «Нарочанка». Через агрогородок проходит шоссе Р60 (Сватки — Нарочь), от которого здесь ответвляется дорога на Свирь и Лынтупы.

## История
Во второй половине XV в. Занарочь принадлежала Виленскому воеводе Олехно Судимонтовичу. 
В начале XVI в. Занарочь перешла во владение к влиятельному княжескому роду Кезгайлов. 
В сер. XVII в имение в Занарочи принадлежало Оршанскому чашнику и судье гродскому Павлу Каролю Стаховскому.
В 1683 году часть имения в Занарочи вместе с Козинцом приобрел епископ Жмудский Казимир Пац у Екатерины Станкевич. 
В 1689 году епископ перепродал свою часть Занарочи свой сестре Екатерине Данилевич из Пацов.
Согласно «Подымных реестров Виленского воеводства за 1690 год», часть имения Занарочь принадлежала Ошмянской подкоморянке вельможной госпоже Данилевичевой и входила в состав Кобыльникского прихода. Вторая часть имения принадлежала пану стольнику Мстиславскому Михаилу Каролю Стаховскому и входила в состав Мядельского прихода.
В 1729 г. — имение в Ошмянском повете Виленского воеводства Речи Посполитой. В 1770 г. имением владели Сташкевичи, в 1781 г. - Добровские.
В 1795 году в результате третьего раздела Речи Посполитой вошла в состав Российской империи, где стало селом Свенцянского уезда Виленской губернии. 
1 мая 1863 г. прихожане Занарочской церкви торжественно отметили отмену крепостного права. 
В 1863 г. открыто народное училище: в 1892/1893 учебном году в нем училось 54 мальчиков и 9 девочек, в 1896/1897 году - 58 мальчиков.
В 1868 году насчитывало 208 жителей. С 1885 года — центр волости, здесь находились волостное правление, церковь, народное училище, еврейский молитвенный дом.
В 1893 г. открылась церковно-приходская школа, в которой в 1896/1897 учебном году учились 5 мальчиков и 18 девочек.
В 1897 г. — 48 дворов, 354 жителя; в 1904 году - 320 жителей; в 1908 г. - 323 жителя.
В 1906 г. археолог Фёдор Покровский исследовал 3 кургана в Занарочи.
В Первую мировую войну во время проведения Нарочской операции село было полностью уничтожено. 
21.03.1916 г. населенным пунктом овладели солдаты 27-го Витебского и 28-го Полоцкого пехотных полков 7-й пехотной дивизии 2-й российской армии. 

Война полностью уничтожила все окрестные деревни. Из отчета Вилейского уездревкома об организации отделов ревкома и трудностях ведения советской работы:
"Вилейский уезд насчитывает 26 волостей, из них большинство волостей, пострадавшие от царской войны, напр. Зарочская вол. имеет лишь одну деревню более-менее в целости, в которой и поместился волревком, а все остальные деревни состоят исключительно из землянок, которые пришли в ветхость и грозят ежеминутно обвалом".
В результате Рижского мирного договора 1921 года Занарочь вошла в состав межвоенной Польши, где была включена в состав Виленского воеводства. 
С сентября 1939 года в составе БССР. В 1940 г. - 105 дворов, 425 жителей.
С 12.10.1940 — центр сельсовета Мядельского района Вилейской области. С 20.09.1944 г. в составе Молодечненской области.
Во время Второй мировой войны деревня находилась под немецкой оккупацией. Немецко-фашистскими захватчиками были расстреляны председатель Занарочского сельсовета И.В. Щамель и секретарь А.В, Жило. 24 сентября 1943 года гитлеровцы проводили крупную карательную операцию против партизан под кодовым названием Фриц (Fritz). В результате 41 житель был убит, село полностью сожжено, за исключением одного каменного дома в центре села, принадлежавшему местному кузнецу Михаилу Буто. 
После войны село было заново отстроено. В 1949 г. создан колхоз имени Пархоменки.  С 1952 г. - центр колхоза "Путь к коммунизму".
12.11.1966 г. к д. Занарочь присоединена д. Близники.
По состоянию на 01.01.1997 г. — 246 дворов, 692 жителя.
01.01.2017 г. — 613 жителей. 9 улиц: Октябрьская, Комсомольская, Туристическая, Стаховская, Лесная, Заозерная, Мира, 1 Мая, 17 Сентября; 1 переулок: 17 Сентября.

## Достопримечательности
- Свято-Преображенская церковь . Построена в 1990-х годах на месте исторической церкви, уничтоженной во время войны.
- Стела в память о погибших в Великую Отечественную войну (1965 г.).
- Оборонительные сооружения первой мировой войны.
- Ветряные электрогенераторы.